# Dianella revoluta
Dianella revoluta is een overblijvend kruid uit Australië. De plant wordt er Blue Flax-lily genoemd of Mangard door de Nyungah Aborigines.

## Beschrijving
De plant is een kleine droogtebestendige pol die ongeveer een meter hoog en anderhalve meter breed wordt. Het heeft lange bladerige grasachtige stengels die glanzend groen zijn en lederachtig lijken. De plant vormt kleine klokvormige paarse of blauwe bloemen die ongeveer 10 mm lang zijn. De bloemen verschijnen meestal in de late lente en de zomer. De vruchten zijn bolvormig en paars.

## Habitat
De plant is inheems in het zuidwesten van West-Australië. Ze wordt ook gevonden in het uiterste zuiden van Zuid-Australië, Victoria, New South Wales, Tasmanië en het zuidoosten van Queensland. Ze groeit in open bossen en scrubland, op verschillende ondergronden.

## Taxonomie
De plant werd voor het eerst beschreven door Robert Brown in 1810. De plant wordt ook black-anther flax-lily, blueberry flax-lily of spreading flax-lily genoemd in Australië.

## Gebruik
De Nyungah dronken afkooksels van de bladeren om hoofdpijn te verlichten. Afkooksels van de dikke wortels werden gedronken om verkoudheden te verzorgen.
De vruchten werden rauw of gekookt gegeten. Ze hebben een zoete smaak die nootachtig wordt wanneer men op de zaden kauwt. De wortels werden geplet, geroosterd en dan gegeten. De bladeren werden als touw gebruikt.